# Antonio César Medina
Antonio César Medina (Resistencia, 18 dicembre 1984) è un calciatore argentino, centrocampista del Boca Unidos.

## Caratteristiche tecniche
È un centrocampista centrale che può giocare anche da esterno destro.

## Palmarès
- Torneo Argentino A: 1

Boca Unidos: 2008-2009
- Primera B Nacional: 1

Rosario Central: 2012-2013